# وندی کروسون
وندی کروسون (به انگلیسی: Wendy Crewson) (زاده ۹ مه ۱۹۵۶) بازیگر کانادایی است. از فیلم‌هایی که او در آن نقش داشته‌است، می‌توان به جشن تولد دویست سالگی اشاره کرد.

## فیلم‌شناسی
فهرست برخی از فیلم‌ها و سریال‌هایی که وندی کروسون در آن‌ها به ایفای نقش پرداخته‌است:
- مرد دویست ساله
- نیروی هوایی یک
- آنچه در زیر است
- دور از او
- ۲۴
- سی‌اس‌آی
- هفت زندگی
- آلکاتراز
- زیر هشت
- ضدویروس
- روز ششم
- اتاق
- پاییز
- دکتر
- نجات امید
- عهد
- درون جنگل
- میثاق
- بابا نوئل
- پای عالی
- به جیلیان
- پاکسازی
- بابا نوئل ۲
- بابا نوئل ۳
- فرشته هجدهم